# (1925) Franklin-Adams
(1925) Franklin-Adams (1934 RY) – planetoida z pasa głównego asteroid okrążająca Słońce w ciągu 4,08 lat w średniej odległości 2,55 j.a. Odkryta 9 września 1934 roku.